# Juan Lozano (voetballer)
Juan Lozano (Coria del Río, 30 augustus 1955) is een voormalig Spaanse voetballer. Hij was een dribbelvaardige, aanvallend ingestelde middenvelder die voor onder meer Real Madrid, RSC Anderlecht en Beerschot VAV voetbalde. In 1987 werd hij verkozen tot Profvoetballer van het Jaar.

## Carrière

### Jeugd
Juan José Lozano Bohórquez werd in Spanje geboren. Zijn ouders zijn afkomstig van Coria del Río, een kleine stad in de buurt van Sevilla. Ze verhuisden toen Lozano nog een kind was naar Antwerpen. Ze woonden in de buurt van 't Kiel, het stadion van Beerschot. Op 11-jarige leeftijd sloot Lozano zich aan bij de jeugdopleiding van Beerschot.

### Beerschot VAV
In het seizoen 1973/74 maakte de 18-jarige Lozano zijn debuut in het eerste elftal van Beerschot. Het was trainer François Geeraerts die de Spaanse Belg voor het eerst een kans op het hoogste niveau gaf. Beerschot beschikte in die dagen over spelers als Walter Meeuws, Jos Heyligen, Manu Sanon en René Mücher. De Kielse Ratten groeiden in de jaren 70 uit tot een Belgische subtopper. Lozano werd met zijn onnavolgbare dribbels de absolute uitblinker bij Beerschot. Soms kreeg hij de kritiek dat hij niet altijd in het belang van de ploeg speelde. Onder trainer Rik Coppens, clubicoon van Beerschot en gewezen enfant terrible, kwam hij dan ook goed tot zijn recht.
Het was wel het jaar na Rik Coppens dat Lozano 1979 won met trainer Georg Knobel. Hieruit volgt de iconische foto van Lozano en Jan Verheyen waarop ze beide de beker omhoog steken in het, gewisselde,shirt van tegenstander Club Brugge. 

### Washington Diplomats
In de tweede helft van het seizoen 1979/80 vertrok Lozano naar een andere club. De speler die volgens velen voor een topclub voorbestemd was, koos in 1980 verrassend voor Washington Diplomats. Het Amerikaans voetbal stelde in die dagen nog niet veel voor. In die periode trokken gewezen stervoetballers vooral om financiële redenen naar de Verenigde Staten. Lozano werd in Washington D.C. een ploegmaat van de Nederlanders Johan Cruijff en Wim Jansen.

### RSC Anderlecht
Michel Verschueren, toenmalig manager van RSC Anderlecht, vergat Lozano niet. Hij stelde aan voorzitter Constant Vanden Stock meermaals voor om de Spanjaard terug naar België te halen. Na lang aandringen kreeg Verschueren de toestemming om de transfer te regelen. In allerijl haastte hij zich naar de Verenigde Staten. Het contract van Lozano werd op een bierviltje samengesteld. RSC Anderlecht legde 12,5 miljoen BEF (zo'n €315.000) op tafel voor Lozano. Verschueren noemde het later zijn beste transfer.
In geen tijd groeide Lozano uit tot een publiekslieveling, ondanks de strenge, tactische richtlijnen van coach Tomislav Ivić. In 1981 veroverde hij met RSC Anderlecht zijn eerste landstitel, maar het was vooral in Europese wedstrijden dat hij uitblonk. Zo schitterde hij in de dubbele confrontatie met Juventus in de Europacup I 1981/82. Bij het Juventus van trainer Giovanni Trapattoni speelden destijds heel wat Italiaanse internationals. Een half jaar later werd Italië wereldkampioen. RSC Anderlecht sneuvelde uiteindelijk in de halve finale van de Europacup I.
In 1983 bereikte hij met paars-wit de finale van de UEFA Cup. In die finale, die toen nog uit een heen- en terugwedstrijd bestond, nam RSC Anderlecht het op tegen het Portugese Benfica. Lozano speelde twee sterke wedstrijden en zag zijn inspanningen beloond met een beslissende goal in de moeilijke terugwedstrijd.

### Real Madrid
In 1983 kreeg Lozano zijn droomtransfer te pakken. De Spanjaard ruilde Anderlecht in voor Real Madrid. De Koninklijken betaalden een transfersom van 75 miljoen BEF (zo'n €1,875 miljoen). Maar veel speelkansen kreeg Lozano niet. Het klikte niet met trainer Amancio Amaro en dus verzeilde hij regelmatig op de bank. In het seizoen 1984/85 nam Real Madrid het op tegen Anderlecht. De supporters van Anderlecht scandeerden zijn naam, maar een invalbeurt kreeg hij niet. In de terugwedstrijd mocht hij in de basis starten en werd Anderlecht met 6-1 verslagen na onder meer een hattrick van spits Emilio Butragueño. Real won dat seizoen de UEFA Cup, maar Lozano zelf kwam in de finale niet in actie.

### Terugkeer naar Anderlecht
In de zomer van 1985 keerde Lozano terug naar Anderlecht. Na een afwezigheid van twee jaar stond hij meteen weer in het eerste elftal. De Spaanse Belg vormde samen met Enzo Scifo, René Vandereycken en Frank Vercauteren het middenveld van paars-wit. Lozano veroverde met Anderlecht nog twee landstitels op rij.
Op zondag 12 april 1987 liep de Spaanse voetballer een dubbele beenbreuk op na een stevige tackle van Waregem-verdediger Yvan Desloover. Een tijdje later werd Lozano verkozen tot Profvoetballer van het Jaar. De prijs kon hij niet zelf in ontvangst nemen, aangezien hij in zijn geboortestreek Coria del Río aan het revalideren was. De prestigieuze Gouden Schoen won Lozano nooit, hetgeen hij nog steeds jammer vindt.
Het duurde meer dan een seizoen alvorens Lozano hersteld was van de beenbreuk. Uiteindelijk liet Verschueren in 1989 weten dat hij weg mocht. Hij regelde een transfer naar tweedeklasser Eendracht Aalst, waar Lozano nog een aantal keer in actie kwam. Nadien sloot hij zich nog even aan bij derdeklasser Berchem Sport, de club waar zijn boezemvriend Ludo Coeck in 1972 doorbrak.

## Statistieken
| Seizoen | Club                 | Competitie       | Competitie | Competitie |
| Seizoen | Club                 | Competitie       | Wed.       | Dlp.       |
| ------- | -------------------- | ---------------- | ---------- | ---------- |
| 1973/74 | Beerschot VAV        | Eerste klasse    | 25         | 3          |
| 1974/75 | Beerschot VAV        | Eerste klasse    | 36         | 8          |
| 1975/76 | Beerschot VAV        | Eerste klasse    | 32         | 8          |
| 1976/77 | Beerschot VAV        | Eerste klasse    | 25         | 9          |
| 1977/78 | Beerschot VAV        | Eerste klasse    | 30         | 13         |
| 1978/79 | Beerschot VAV        | Eerste klasse    | 31         | 11         |
| 1979/80 | Beerschot VAV        | Eerste klasse    | 17         | 3          |
| 1980    | Washington Diplomats | NASL             | 10         | 4          |
| 1980/81 | RSC Anderlecht       | Eerste klasse    | 14         | 7          |
| 1981/82 | RSC Anderlecht       | Eerste klasse    | 31         | 11         |
| 1982/83 | RSC Anderlecht       | Eerste klasse    | 31         | 10         |
| 1983/84 | Real Madrid          | Primera División | 10         | 4          |
| 1984/85 | Real Madrid          | Primera División | 14         | 2          |
| 1985/86 | RSC Anderlecht       | Eerste klasse    | 29         | 7          |
| 1986/87 | RSC Anderlecht       | Eerste klasse    | 24         | 6          |
| 1987/88 | RSC Anderlecht       | Eerste klasse    | 0          | 0          |
| 1988/89 | RSC Anderlecht       | Eerste klasse    | 0          | 0          |
| 1989/90 | Eendracht Aalst      | Tweede klasse    | 18         | 0          |
| Totaal  | Totaal               | Totaal           | 377        | 106        |

## Palmares
| Nationaal                   |    |                  |
| Belgisch kampioen           | 3x | 1981, 1986, 1987 |
| Beker van België            | 1x | 1979             |
| Supercup                    | 2x | 1985, 1987       |
| Europees                    |    |                  |
| UEFA Cup                    | 2x | 1983, 1985       |
| Individueel                 |    |                  |
| Profvoetballer van het Jaar | 1x | 1987             |

## Nationale ploeg
Juan Lozano werd nooit geselecteerd voor de nationale ploeg van Spanje. In 1982 wilde België hem snel laten naturaliseren zodat hij met de Rode Duivels naar het WK in Spanje kon. De Kamer keurde de aanvraag goed, maar de Senaatscommissie weigerde, waardoor Lozano nooit een interland speelde. Het was senator Herman Vanderpoorten, de man naar wie het stadion van Lierse SK genoemd is en vader van gewezen minister Marleen Vanderpoorten, die zijn veto stelde.

## Trivia
- In 2005 was hij ook een van de kansmakers op de titel De Grootste Belg, maar haalde de uiteindelijke nominatielijst niet en strandde op nr. 426 van diegenen die net buiten de nominatielijst vielen, wat uiteindelijk niet zo vreemd was aangezien hij de Spaanse nationaliteit heeft.
- Lozano werd na zijn voetbalcarrière koerier bij de Europese Gemeenschap.